# 罗萨莉娅·泽姆利亚奇卡
罗萨莉娅·萨莫伊洛夫娜·泽姆利亚奇卡（俄语：Розалия Самойловна Землячка；1876年3月20日—1947年1月21日），俄罗斯革命家、苏联政治家，曾参与组织1905年俄国革命，1920年—1921年与库恩·贝拉在克里米亚发动“红色恐怖”对抗俄国白军的“白色恐怖”。后来，泽姆利亚奇卡在全联盟共产党（布尔什维克）继续工作，避开大清洗，并担任苏联政府内最高职位苏联人民委员会副主席。她也是苏联历史上第一获得红旗勋章的女性。